# Fanny Polly
Fanny Polly, née en 1987 à Cannes puis élevée à Mouans-Sartoux, est une chanteuse rappeuse française.

## Biographie
Artiste pluridisciplinaire, sportive depuis son plus jeune âge, elle découvre le hip-hop à 13 ans, alors qu'elle voulait faire de la danse. À 15 ans, sa découverte du breakdance lui fait l'effet d'une révélation. Elle commence à donner des cours de danse à 17 ans. En 2006, elle fonde, avec des amis, l'association "X Pression Art d'Corps" (qui sera également un titre sur son premier album). Elle a un diplôme de coach sportif/prof de fitness et a animé des stages de danse destinés aux enfants (notamment dans le département de Paris où elle réside).
Elle revendique le fait que son style de rap soit influencé par sa pratique de la danse, tout en spécifiant qu'elle n'a pas très envie qu'on la situe.
Première femme à avoir intégré le collectif Scred Connexion, Fanny Polly porte les valeurs d'un rap poétique et engagé. Ses textes s'engagent sur plusieurs sujets de société. Elle ne se définit pas directement comme féministe : « Pour moi, par définition, une femme est féministe. À partir du moment où tu es une femme, tu dois te défendre tous les jours. Pour moi, ce terme devrait être réservé aux hommes », ou encore : « Quand je suis sur scène avec 5 meufs devant mille gars, c’est une manif en soi. »

## Discographie

### Albums studio
- 2019 : Toute une histoire
- 2022 : ReBELLE